# Sambar filipiński
Sambar filipiński (Rusa marianna) – gatunek ssaka parzystokopytnego z rodziny jeleniowatych (Cervidae), blisko spokrewniony z sambarem sundajskim i sambarem jednobarwnym, najmniejszy z sambarów.

## Występowanie i biotop
Naturalny zasięg występowania gatunku obejmuje Filipiny. Jego siedlisko to wilgotne lasy i tereny trawiaste. Został introdukowany na Wyspach Mariańskich i w Japonii.

## Charakterystyka ogólna

### Podstawowe dane
| Długość ciała | Wysokość w kłębie | Długość ogona | Masa ciała | Dojrzałość płciowa | Ciąża       | Liczba młodych w miocie |
| ------------- | ----------------- | ------------- | ---------- | ------------------ | ----------- | ----------------------- |
| 170–270 cm    | 55–75 cm          | 8–12 cm       | 40–60 kg   | 18 miesięcy        | 245–285 dni | 1                       |

### Morfologia
Ubarwienie ciemnobrązowe, spodem jaśniejsze. Poroże krótkie, 30–40 cm. Żywi się trawami i ziołami.

## Zagrożenia i ochrona
Populacja sambara filipińskiego jest uważana za stabilną. Za potencjalne zagrożenie uznaje się polowania oraz ograniczony zasięg występowania. Nie jest objęty konwencją waszyngtońską CITES. W Czerwonej księdze gatunków zagrożonych Międzynarodowej Unii Ochrony Przyrody i Jej Zasobów został zaliczony do kategorii VU (vulnerable – narażony na wyginięcie).